# Ольшанка (Чернянський район)
Ольшанка (Вільшанка) — село Чернянського району Бєлгородської області Росії, адміністративний центр Ольшанського сільського поселення.
Знаходиться в межах української етнічної території — Східна Слобожанщина, Подоння.

## Історія
Після підписання Брестського миру, з квітня 1918 по січень 1919 р. Ольшанка була складовою частиною Української Держави гетьмана П. П. Скоропадського, земський центр м. Острогожськ, земля Подоння, Харківської губернії , Українська народна республіка (УНР). Після встановлення Директорії в Україні селище 1918–1919 рр. контролювалося Українською Народною Республікою і входило до складу землі Подоння.
З 1923 р. по 1933 р. у Ольшанці як і скрізь в україномовних поселеннях Чернянського району здійснювалася державна політика українізації в Центральному Черноземье, де проживало більше 1 500 000 українців. Українізація передбачала вивчення і застосування в повсякденному житті, у школі та на державній службі української мови в тих районах де проживало понад 50% українців підлягав повної українізації. У Чернянському району на українську мову переходили ті селища (слободи й хутори) які розмовляли українською мовою (слободи: Чернянка, Ольшанка, Орлик, Холки, Троіцка (с. Малотроіцке),Волоконівка, Морквіно, Раївка, Воскресенська (с. Воскресенівка) Маслівка (с. Єздочне), Нова Маслівка (с. Новомаслівка), Станова (с. Станове), Петропавлівка, Суха Ольшанка і хутора Великий (с. Большоє), Малий, Александрет (Бородін), Бакланів (Бакланівка), Слов'янка, Петровський, Андріївський (Андрєєвка), Грязна Потудань (Новорєчьє), Луб'яний (с. Луб'яне), Орєхова Яруга (Бабаніно), Троіцкий (Хитрово), Новоселівка, Олександрівський (Олександрівка), Яблонов (с. Яблоново), Алпєєвка і Красний Острів, всього 14 слобід і 16 хуторів).

## Географія
Висота над рівнем моря — 216 м.

## Населення
В 1931 році мешкало 3408 чоловік
Чисельність постійного населення села становить 788 чоловік (2010)

## Мапи
Мапа 1785 р.
Мапа 1875 р.
Мапа 1985 р.

## Виноски
1. ↑  Українська етнічна територія-1949 рік
2. ↑  Утворення Української Народної Республіки 1918 рік
3. ↑  Розселення українців на 1897 р.[недоступне посилання з квітня 2019]
4. ↑  Карта розміщення українського населення
5. ↑  1897 Укр. повіти
6. ↑  Етнографічна карта  1875 рік
7. ↑  «Етнографічна границя»  української території. Архів оригіналу за 22 грудня 2012. Процитовано 1 липня 2022.
8. ↑  Історичний територіальний поділ України
9. ↑  'Ольшанка (Чернянський район) '.
10. ↑  'Ольшанка'.
11. ↑  Мапа 1785 р.
12. ↑  Мапа 1875 р.
13. ↑  Мапа 1985 р. Архів оригіналу за 11 січня 2014. Процитовано 27 квітня 2013.